# Бела Шароші
Бела Шароші (угор. Sárosi Béla, нар. 15 серпня 1919, Будапешт — пом. 15 червня 1993, Сарагоса) — угорський футболіст, що грав на позиції півзахисника. По завершенні ігрової кар'єри — футбольний тренер. Молодший брат футболіста Дьордя Шароші
Виступав, зокрема, за клуб «Ференцварош», а також національну збірну Угорщини.

## Клубна кар'єра
У дорослому футболі дебютував 1937 року виступами за команду клубу «Ференцварош», де уже не перший рік виступав його брат Дьордь Шароші — зірка тогочасного угорського футболу. Бела також швидко завоював місце в основі клубу і почав викликатись у збірну. Обидва брати Шароші відзначались високим зростом під 190 см і обидва розпочинали на позиції центрального півзахисника. Та якщо Дьордь згодом перейшов у центр нападу, то Бела основну частину своєї кар'єри провів у середній лінії, хоча при потребі також нерідко висовувався в лінію атаки, завдяки чому немало забивав, як для півзахисника. За час виступів у клубі молодший Шароші тричі перемагав у чемпіонаті  країни і тричі був володарем кубка. Тричі з командою діставався фіналу Кубка Мітропи, престижного міжнародного турніру для найсильніших клубів Центральної Європи. Якщо у перших двох випадках «Ференцварош» поступався у фіналі своїм суперникам (празькій «Славії» і співвітчизникам з «Уйпешта»), то у 1940 році фінальний матч проти румунського «Рапіда» не відбувся у зв'язку з подіями Другої світової війни.
Загалом провів дев'ять сезонів у складі «Ференцвароша», взявши участь у 326 матчах, у яких забив 96 м'ячів.  Серед них офіційних: 234 матчі і 64 м'ячі у чемпіонаті, 15 матчів і 5 голів у кубку країни, 13 матчів у Кубку Мітропи.
Згодом з 1946 по 1956 рік грав у складі команд клубів «Болонья», «Барі», «Атлетіко Хуніор», «Порту», «Реал Сарагоса» та «Лугано».
Завершив професійну ігрову кар'єру у клубі «Мільйонаріос», за команду якого виступав протягом 1955—1955 років.

## Виступи за збірну
1939 року дебютував в офіційних матчах у складі національної збірної Угорщини. Протягом кар'єри у національній команді, яка тривала 7 років, провів у формі головної команди країни 25 матчів, забивши 1 гол. Крім того, зіграв як мінімум 30 неофіційних матчів, у яких забив 3 м'ячі, у складі національної збірної, які часто проводились угорською командою у передвоєнні і воєнні роки проти збірних міст і клубних команд. 
У складі збірної був учасником чемпіонату світу 1938 року у Франції, де разом з командою здобув «срібло», хоча й весь турнір провів на лаві запасних. 

## Кар'єра тренера
Розпочав тренерську кар'єру, ще продовжуючи грати на полі, 1953 року, очоливши тренерський штаб клубу «Лугано».
В подальшому очолював команди клубів «Базель», «Ян» (Регенсбург), «Алеманія» (Аахен) та «Беєрсхот».
Останнім місцем тренерської роботи був клуб «Барселона», в якому Бела Шароші був одним з тренерів головної команди до 1964 року.
Помер 15 червня 1993 року на 74-му році життя у місті Сарагоса.
| Дата       | Місто         | Господарі | Результат | Гості     | Турнір           | Голи | Примітки        |
| ---------- | ------------- | --------- | --------- | --------- | ---------------- | ---- | --------------- |
| 16/03/1939 | Париж         | Франція   | 2 – 2     | Угорщина  | товариський матч | -    |                 |
| 19/03/1939 | Корк          | Ірландія  | 2 – 2     | Угорщина  | товариський матч | -    |                 |
| 02/04/1939 | Цюрих         | Швейцарія | 3 – 1     | Угорщина  | товариський матч | -    |                 |
| 24/09/1939 | Будапешт      | Угорщина  | 5 – 1     | Німеччина | товариський матч | -    |                 |
| 22/10/1939 | Бухарест      | Румунія   | 1 – 1     | Угорщина  | товариський матч | -    |                 |
| 12/11/1939 | Белград       | Югославія | 0 – 2     | Угорщина  | товариський матч | -    |                 |
| 31/03/1940 | Будапешт      | Угорщина  | 3 – 0     | Швейцарія | товариський матч | -    |                 |
| 07/04/1940 | Берлін        | Німеччина | 2 – 2     | Угорщина  | товариський матч | 1    |                 |
| 02/05/1940 | Будапешт      | Угорщина  | 1 – 0     | Хорватія  | товариський матч | -    |                 |
| 19/05/1940 | Будапешт      | Угорщина  | 2 – 0     | Румунія   | товариський матч | -    |                 |
| 29/09/1940 | Будапешт      | Угорщина  | 0 – 0     | Югославія | товариський матч | -    |                 |
| 06/10/1940 | Будапешт      | Угорщина  | 2 – 2     | Німеччина | товариський матч | -    |                 |
| 01/12/1940 | Генуя         | Італія    | 1 – 1     | Угорщина  | товариський матч | -    |                 |
| 08/12/1940 | Загреб        | Хорватія  | 1 – 1     | Угорщина  | товариський матч | -    |                 |
| 23/03/1941 | Белград       | Югославія | 1 – 1     | Угорщина  | товариський матч | -    |                 |
| 06/04/1941 | Кельн         | Німеччина | 7 – 0     | Угорщина  | товариський матч | -    |                 |
| 14/06/1942 | Будапешт      | Угорщина  | 1 – 1     | Хорватія  | товариський матч | -    |                 |
| 01/11/1942 | Будапешт      | Угорщина  | 3 – 0     | Швейцарія | товариський матч | -    |                 |
| 16/05/1943 | Женева        | Швейцарія | 1 – 3     | Угорщина  | товариський матч | -    | Капітан команди |
| 06/06/1943 | Софія (місто) | Болгарія  | 2 – 4     | Угорщина  | товариський матч | -    | Капітан команди |
| 12/09/1943 | Стокгольм     | Швеція    | 2 – 3     | Угорщина  | товариський матч | -    | Капітан команди |
| 15/09/1943 | Гельсінкі     | Фінляндія | 0 – 3     | Угорщина  | товариський матч | -    | Капітан команди |
| 07/11/1943 | Будапешт      | Угорщина  | 2 – 7     | Швеція    | товариський матч | -    | Капітан команди |
| 19/08/1945 | Будапешт      | Угорщина  | 2 – 0     | Австрія   | товариський матч | -    |                 |
| 30/09/1945 | Будапешт      | Угорщина  | 7 – 2     | Румунія   | товариський матч | -    |                 |
| Усього     |               | Матчів    | 25        |           | Голів            | 1    |                 |

## Титули і досягнення
- Срібний призер чемпіонату світу: 1938
- Фіналіст Кубка Мітропи: 1938, 1939, 1940
- Чемпіон Угорщини: 1937–38, 1939–40, 1940–41
- Срібний призер Чемпіонату Угорщини: 1938–39, 1943–44
- Бронзовий призер Чемпіонату Угорщини: 1942–43
- Володар Кубка Угорщини: 1942, 1943, 1944